# 阿蒙纳
阿蒙纳（英語：Ammuna），古王国的赫梯国王。篡夺齐丹塔一世之位，在位时期赫梯中衰，胡齐亚一世承袭其位。